# Centre-ville de Beyrouth
Le centre-ville de Beyrouth (en arabe : وسط بيروت), appelé en anglais le Beirut Central District (abrégé BCD, « district central de Beyrouth ») ou downtown Beirut, constitue le pôle commercial et financier de Beyrouth. C'est aussi surtout le cœur historique de la ville, située à la croisée des quartiers à majorité chrétienne à l'Est, du quartier à majorité chiite de Bachoura, des quartiers sunnites à l'Ouest, de Wadi Abou Jamil, un quartier autrefois juif. Le centre-ville de Beyrouth reste un centre animé, tant sur le plan culturel qu'artistique.
Le centre-ville est situé sur la côte nord de Beyrouth et offre des monuments importants tels que la place des Martyrs, le parlement (place de l'Étoile) et le grand sérail.
Il est considéré comme un lieu de mémoire important au Liban.

## Quartiers
- Golfe de Saint-Georges
- Foch-Allenby
- Grand-Sérail
- Place des Martyrs
- Place de l’Étoile
- Village Saifi
- Souks de Beyrouth
- Wadi Abou Jamil
- Zokak el-Blat

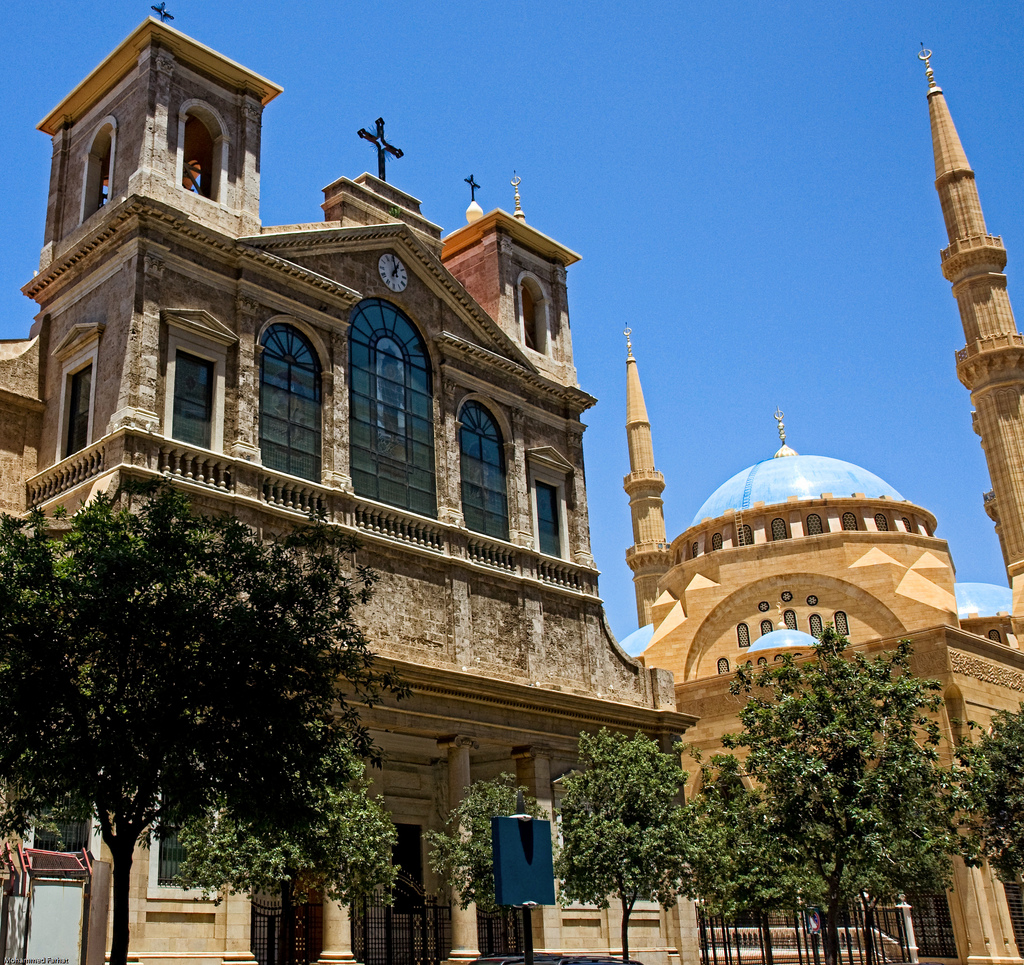
La cathédrale maronite Saint-Georges et la mosquée Mohammed al-Amine.
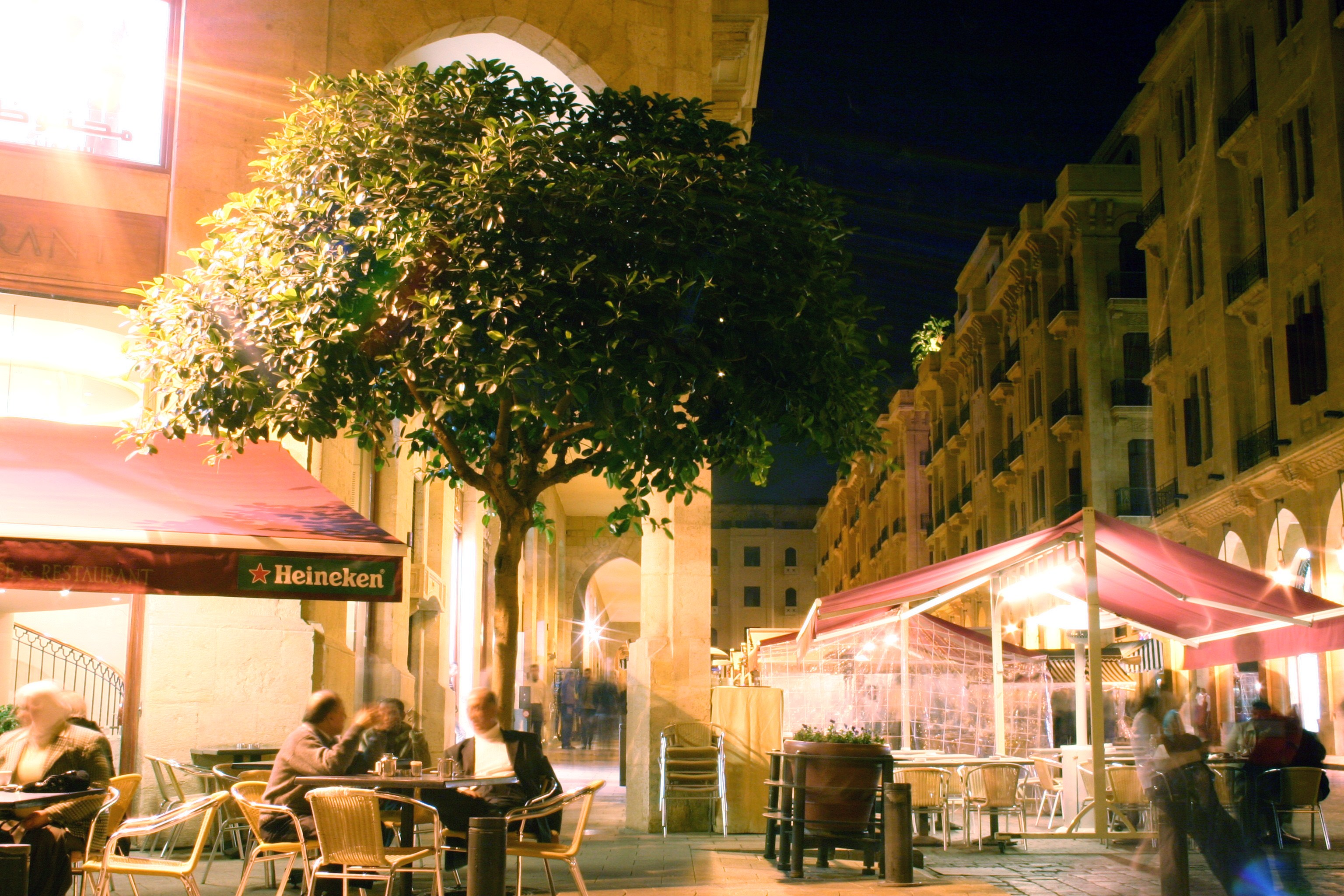
Les cafés trottoirs.